# Tom Fulp
Thomas Charles Fulp, né le 30 avril 1978, est le créateur du site Web de jeux et d'animation Newgrounds et cofondateur du studio de développement de jeux vidéo The Behemoth,,.
Il est crédité d'avoir "changé le paysage d'Internet pour toujours" et d'avoir lancé la scène des jeux par navigateur à la fin des années 1990, à la fois avec la sortie de ses propres jeux Flash, mais surtout avec le lancement du portail Newgrounds, un des tout premiers sites permettant aux créateurs de partager facilement leurs créations à un large public en ligne.

## Biographie
Fulp est né le 30 avril 1978 à Perkasie, en Pennsylvanie, puis y grandit. En 1991, il lance un fanzine Neo Geo appelé New Ground et envoie des numéros à une centaine de membres d'un club provenant du service en ligne Prodigy. À l'aide d'un service d'hébergement, il lance un site Web appelé New Ground Remix en 1995, qui gagne en popularité au cours de l'été 1996 après que Fulp ait créé les jeux BBS Club a Seal et Assassin, et à la fin de sa scolarité à la Pennridge High School. Finalement, ce site se transforme en Newgrounds.com.
En 1999, Fulp crée le jeu Pico's School dans Shockwave Flash 3, avant le lancement du langage de script ActionScript que les développeurs de jeux Flash ultérieurs utiliseront. Le jeu présente une complexité de conception et de finition qui est relativement nouvelle dans le développement de jeux Flash amateurs et il est  crédité à la fois d'avoir aidé à lancer la scène des jeux Flash et d'avoir popularisé Newgrounds,.
Fulp cocrée le jeu Flash Alien Hominid, qu'il développe ensuite pour consoles avec le studio The Behemoth. Il cocrée ensuite le jeu Castle Crashers,.
Fulp reçoit le prix Pioneer aux Game Developers Choice Awards 2021 pour la création de Newgrounds et pour avoir été un pionnier des jeux Macromedia Flash, qui ont contribué à créer une génération de développeurs indépendants,. Fulp s'engage aussi pour préserver l'histoire des jeux par navigateur.

## Vie privée
Tom épouse sa femme April le 12 mai 2007. Elle donne naissance à un fils nommé Liam le 25 mars 2009 et à un autre fils, Adam, en juillet 2011. Le frère aîné de Tom, Wade Fulp, gère les médias sociaux sur Newgrounds.

## Jeux créés
- Pico's School (1999)
- Alien Hominid (2002)
- Castle Crashers (2008)
- The Room Tribute (2010)
- BattleBlock Theater (2013)
- Pit People (2018)